# كأس الاتحاد الإنجليزي 1926–27
كأس الاتحاد الإنجليزي 1926–27 (بالإنجليزية: 1926–27 FA Cup)‏ هو الموسم 52 من  كأس الاتحاد الإنجليزي. أقيم خلال الفترة 4 سبتمبر 1926 وحتى 23 أبريل 1927، والذي يشرف على تنظيمه الاتحاد الإنجليزي لكرة القدم، وكان عدد الأندية المشاركة فيه  65، وفاز فيه كارديف سيتي.